# Ari Graynor
Ariel Geltman Graynor (ur. 27 kwietnia 1983) – amerykańska aktorka.

## Życiorys
Urodziła się w 1983 roku w Bostonie. Jej matka pochodziła z rodziny żydowskiej, zaś ojciec był Polakiem i katolikiem, który przeszedł na judaizm. Uczęszczała do Buckingham Browne & Nichols School w Cambridge oraz do Trinity College w Hartford.  
Jako aktorka zadebiutowała w serialu telewizyjnym Rodzina Soprano.

## Filmografia
- 2001: Rodzina Soprano (The Sopranos, serial TV, 4 odcinki)
- 2003: Prawo i porządek: sekcja specjalna (Law & Order: Special Victims Unit, serial TV, jeden odcinek)
- 2004: Wymyśleni bohaterowie (Imaginary Heroes)
- 2003: Rzeka tajemnic (Mystic River)
- 2007: Amerykańska zbrodnia (An American Crime)
- 2009–2010: Fringe: Na granicy światów (Fringe, serial TV, 10 odcinków)
- 2009: Dziewczyna z marzeniami (Whip It)
- 2009: Grzeczny i grzeszny (Youth in Revolt)
- 2010: Holy Rollers
- 2011: Ilu miałaś facetów? (What’s Your Number?)
- 2011: Facet do dziecka (The Sitter)
- 2012: Mama i ja (The Guilt Trip)
- 2012: Sex telefon (For a Good Time, Call…)
- 2014: Bad Teacher (Serial TV)
- 2017: The Disaster Artist
- 2017: Umrzeć ze śmiechu (I’m Dying Up Here, serial TV)
- 2020: Mrs. America (Serial TV)